# Бадин (округ)
Ба́дин (урду ضلع بدین‎,англ. Badin District, синдхи ضلعو بدين) — один из 23 округов пакистанской провинции Синд. Площадь составляет 6 726 км². Население по данным переписи 1998 года составляло 1 136 636 человек из которых 16,42 % проживало в городах. Мусульмане составляют 79,43 % населения, индуисты — 19,93 %, христиане — 0,25 %. Наиболее распространённый язык — синдхи, на нём говорят 89,82 % населения округа; 1,21 % говорят на урду; 0,59 % — на сирайки и 0,21 % — на белуджском. Административный центр — город Бадин.

## Административное деление
В административном отношении делится на 5 техсилов:
- Бадин
- Матли
- Шахид-Фазил-Раху
- Талхар
- Тандо-Баго